# Aleksiej Kolebajew
Aleksiej Siemionowicz Kolebajew (ros. Алексей Семёнович Колебаев, ur. 31 marca 1914 we wsi Kamyszenka w obwodzie akmolińskim, zm. 26 kwietnia 1982) – radziecki polityk, sekretarz KC KPK (1965-1975), I sekretarz Wschodniokazachstańskiego Komitetu Obwodowego KPK (1963-1965).
Od 1940 w WKP(b), 1940 ukończył Kazachski Instytut Górniczo-Metalurgiczny, 1940-1943 pomocnik majstra, majster, kierownik zmiany i zastępca szefa warsztatu Zarządu "Urałjużugol", 1943-1944 kierownik wydziału Komitetu Miejskiego WKP(b) w Orsku. W 1944 partyjny organizator KC WKP(b) Południowouralskiej Fabryki Niklu, 1945-1946 partyjny organizator KC WKP(b) kombinatu metalurgicznego w obwodzie czkałowskim (obecnie obwód orenburski). 1946-1948 szef zarządu i kontroler Ministerstwa Metalurgii Nieżelaznej ZSRR na Południowouralski Kombinat Niklowy, 1948-1950 kierownik zmiany kombinatu cynkowego w Ust'Kamienogorsku (obecnie Öskemen), 1950-1952 partyjny organizator trustu, 1952-1955 partyjny organizator kombinatu cynkowego. Od 1955 kierownik wydziału i sekretarz Wschodniokazachstańskiego Komitetu Obwodowego KPK, od 19 stycznia 1963 do 13 kwietnia 1965 I sekretarz Wschodniokazachstańskiego Przemysłowego Komitetu Obwodowego/Wschodniokazachstańskiego Komitetu Obwodowego KPK, 1965-1975 sekretarz KC KPK, następnie na emeryturze. Odznaczony Orderem Rewolucji Październikowej i czterema Orderami Czerwonego Sztandaru Pracy.